# Dave Meltzer

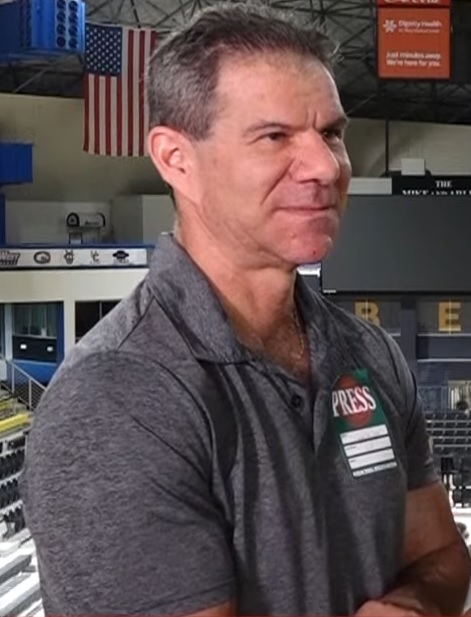
Dave Meltzer, 2018

Dave Allen Meltzer (* 24. Oktober 1961 in San José, Kalifornien) ist ein US-amerikanischer Journalist und der Herausgeber des renommierten Wrestling Observer Newsletter, der aktuelle Nachrichten und Hintergründe aus dem Wrestling und Mixed Martial Arts erörtert.
Meltzer ist nach eigener Aussage seit frühester Jugend Wrestling-Fan. Seine ersten Wrestling-bezogenen Veröffentlichungen reichen ins Jahr 1971 zurück. In seiner Jugend war Meltzer Bodybuilder und hat auch aktiv Wrestling bestritten. Der Wrestling Observer begann dabei zunächst als Newsletter, durch den Meltzer seine Freunde über aktuelle Themen des Sports sowie über seine eigenen Aktivitäten im Bereich des Handels mit Wrestling-Videos (tape trading) auf dem neuesten Stand halten wollte. 1987 begann Meltzer, hauptberuflich für seinen Observer zu schreiben.
Während der Observer früher eher auf das Verbreiten von Nachrichten, die für viele Fans nicht oder eher spät empfangbar waren, spezialisiert war, änderte sich dies mit dem Aufkommen des Internets. Da die Verbreitung von Neuigkeiten dadurch sehr viel schneller vonstattengehen kann, gestaltete Meltzer den Observer praktisch als reines Editorial, in dem er Stellung zu bereits bekannten Nachrichten aus der Wrestling-Welt bezieht und deren mögliche Bedeutung für die Zukunft des Business erörtert.
Da Dave Meltzer mit dem Observer maßgeblich zur Lockerung des Kayfabes beigetragen hat und nach wie vor beiträgt, wird sein Medium von den Verantwortlichen der größeren Wrestling-Ligen offiziell nicht anerkannt. Dennoch besitzt Meltzer einen exzellenten Ruf in der Szene und war 1987 für eine kurze Zeit sogar bei der damaligen World Wrestling Federation (heute WWE) angestellt.
Bis Ende September 2007 produzierte Meltzer zusammen mit Bryan Alvarez eine anerkannte Radioshow namens Wrestling Observer Live, welche von vielen amerikanischen Radiostationen live ausgestrahlt wurde. Jedoch gab Meltzer seinen Posten als Gastgeber an Alvarez weiter und tritt seitdem nur noch einmal wöchentlich als Gast in der Sendung auf.

## Bedeutung
Dave Meltzer wird allgemein als einer der wichtigsten Wegbereiter des Star Rating Systems angesehen. Dies ist eine Variante, Wrestling-Matches zu bewerten, wobei eine Skala von null (auch als DUD, engl. NIETE, bezeichnet) bis fünf Sternen zur Verfügung steht. Die Genauigkeit der Bewertung reicht dabei meistens bis zu einem Viertel eines Sterns. Viele verschiedene Faktoren entscheiden über die Bewertung, so spielen beispielsweise die Schwierigkeit und saubere Durchführung der ausgeführten Moves, der psychologische Aufbau des Matches, die Vorgeschichte und Rivalität der teilnehmenden Wrestler, sowie die Erzeugung von Reaktionen des Publikums eine Rolle. Eine Wertung von fünf Sternen beschreibt ein quasi perfektes Match und ist dementsprechend schwer zu erreichen. Meltzer selbst bewertete bisher lediglich acht Matches der WWE mit dieser Höchstpunktzahl: das Leiter-Match zwischen Shawn Michaels und Razor Ramon bei WrestleMania X, das Steel Cage Match zwischen Bret Hart und Owen Hart beim SummerSlam 1994, das Submission-Match zwischen Bret Hart und Stone Cold Steve Austin bei WrestleMania 13, das Hell in a Cell-Match zwischen Shawn Michaels und dem Undertaker bei In your House: Badd Blood 1997, das Match zwischen John Cena und CM Punk bei Money in the Bank 2011, das Match zwischen Andrade Almas und Johnny Gargano bei NXT Takeover: Philadelphia, das Ladder-Match zwischen Adam Cole, EC3, Killian Dain, Lars Sullivan, Ricochet und The Velveteen Dream und das Unsanctioned Match zwischen Johnny Gargano und Tommaso Ciampa bei NXT Takeover: New Orleans. Rekordhalter mit den höchsten Match-Rankings ist der japanische Wrestler Mitsuharu Misawa mit 21 Five-Star-Matches. 2017 brach Meltzer mit seinem eigenen Ratingsystem, indem er für das Match zwischen Kenny Omega und Kazuchika Okada bei Wrestling Kingdom 11 zum ersten Mal 6 Sterne vergab. Dieser Wert wurde ein halbes Jahr später erneut durchbrochen, als Meltzer dem zweiten Match zwischen Omega und Okada bei Dominion 6.11 in Osaka-jo Hall eine Wertung von 6,25 Sternen gab. Das Match zwischen Kazuchika Okada und Kenny Omega bei NJPW Dominion 6.9 In Osaka-Jo Hall bewertete Melzer mit 7 Sternen, womit dieses Match nun als das höchstbewertete Match der Wrestling-Geschichte gilt.
Das Star Rating ist heute das anerkannteste und verbreitetste System zur Bewertung eines Matches.
Meltzer erschuf 1996 die Wrestling Observer Hall of Fame – eine symbolische Ruhmeshalle für Wrestler, Promoter, Booker und Manager. Da sonstige bekannte Hall of Fames (wie z. B. die der WWE) kaum neutral sind, wurde die WON Hall of Fame schnell zu der wichtigsten unabhängigen Ruhmeshalle des Wrestlings. Während Meltzer 1996 die aufgenommenen Personen noch selbst bestimmte, werden sie seitdem von Insidern des Business sowie durch von Meltzer ausgewählten Wrestlern gewählt. 